# Giornata della vittoria (Paesi dell'Europa orientale)
La Giornata della Vittoria (in russo День Победы?, Den' Pobedy; in ucraino День Перемоги?, Den' Peremohy, in bielorusso Дзень Перамогi?, Dzen' Peramohi) viene celebrata il 9 maggio, in memoria della capitolazione della Germania nazista durante la seconda guerra mondiale (conosciuta anche come la Grande guerra patriottica in Unione Sovietica e alcuni Stati post-sovietici).
La resa fu firmata nella tarda sera dell'8 maggio 1945 (già il 9 maggio a Mosca), in seguito alla capitolazione concordata in precedenza con le forze alleate sul fronte occidentale. Il governo sovietico annunciò la vittoria la mattina del 9 maggio, dopo la cerimonia di firma avvenuta a Berlino. Tuttavia, è solo dal 1965 che la Giornata della vittoria è stata proclamata festa nazionale.

## Celebrazioni

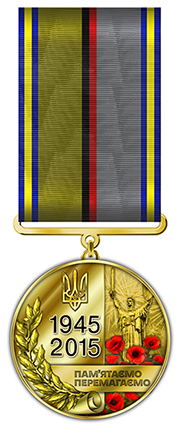
Medaglia celebrativa ucraina

Durante l'esistenza dell'Unione Sovietica, il Giorno della Vittoria (9 maggio) era festeggiato in tutti i paesi del blocco orientale, diventando una festa ufficiale a partire dal 1965.
La guerra è diventata un tema di grande importanza nel cinema, la letteratura, lezioni di storia a scuola, i mass media e le arti. Il rituale della celebrazione gradualmente ottenuto un carattere distintivo con una serie di elementi simili: incontri cerimoniali, discorsi, conferenze, ricevimenti e fuochi d'artificio.
Nel corso degli anni '90 il Giorno della Vittoria era commemorato con feste molto più modeste. La situazione è cambiata in Russia quando Vladimir Putin è salito al potere. Ha iniziato a promuovere il prestigio storico e culturale della Russia, le feste e commemorazioni nazionali sono diventate una fonte di orgoglio per il popolo. Il festeggiamento del 60º anniversario del Giorno della Vittoria in Russia nel 2005 è diventata la più grande festa nazionale e popolare. Ma è nel 2015 che il 70º anniversario della vittoria sulla Germania nazista ha dimostrato una grande ondata di orgoglio nazionale di fronte alle inedite sfide geopolitiche ed economiche. 16.000 soldati russi, 1.300 militari da 10 paesi, circa 200 mezzi corazzati, 150 aerei ed elicotteri da combattimento hanno sfilato a Mosca in quella che è stata la più imponente parata della Russia contemporanea. Facendo gli onori di casa il Presidente Putin, oltre al tradizionale discorso, ha annunciato un minuto di silenzio in memoria delle vittime sovietiche: 27 milioni.

## Paesi che celebrano ufficialmente il 9 maggio come giornata della Vittoria

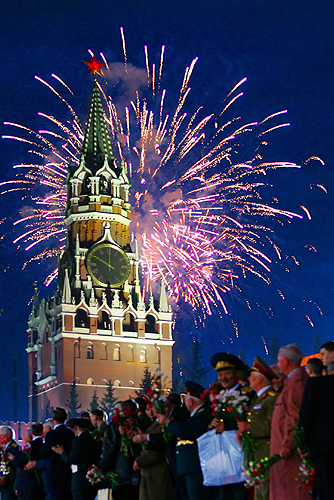
I festeggiamenti per la Giornata della vittoria a Mosca il 9 maggio 2005

- Armenia
- Azerbaigian
- Bielorussia
- Bulgaria
- Bosnia ed Erzegovina
- Georgia
- Israele[N 2]
- Kazakistan
- Kirghizistan
- Moldavia
- Montenegro
- Russia
- Serbia
- Tagikistan
- Turkmenistan
- Ucraina[N 1]
- Uzbekistan[N 3]

## Paesi dove si celebrain modo non ufficiale[nonchiaro]
- Estonia
- Lettonia
- Lituania
- Polonia; questa festa è stata abolita il 24 aprile del 2015, da quella data si festeggia il "Giorno Nazionale della Vittoria", che cade l'8 maggio;[4] la minoranza russa continua però a festeggiarla.

La giornata è celebrata anche nei seguenti Paesi non riconosciuti:
- Abcasia
- Ossezia del Sud
- Transnistria

## Annotazioni
1. 1 2  Dal 2015 si celebra anche l'8 maggio come «Giornata della Vittoria ucraina sul Nazismo», mentre il 9 maggio si celebra come «Giornata della Memoria».
2. ↑  Riconosciuta dalla Knesset dal 2017.
3. ↑  Nel 1999 l'allora presidente Islom Karimov mutò il nome della festa in "Giornata della memoria/ricordo" (in uzbeco Xotira va Qadirlash Kuni) in commemorazione di coloro che soffrirono durante la guerra contro il nazismo durante la seconda guerra mondiale e che sacrificarono la loro vita per la libertà del paese.